# Alsóbajomi erődtemplom
Az alsóbajomi erődtemplom műemlékké nyilvánított épület Romániában, Szeben megyében. A romániai műemlékek jegyzékében az SB-II-a-A-12333 sorszámon szerepel.